# 가에타노 피니 정형외과 연구소
가에타노 피니 정형외과 연구소(이탈리아어: Istituto ortopedico Gaetano Pini)는 밀라노시에 있는 병원으로 "밀라노 CTO"(이탈리아어: CTO di Milano) 및 "폴로 판니 핀지 오톨렌기"(이탈리아어: Polo Fanny Finzi Ottolenghi)와 함께 "ASST 가에타노 피니-CTO"(이탈리아어: ASST Gaetano Pini-CTO)에 소속되어 있다. 이탈리아에서 가장 오래된 정형외과 기관 중 하나이다.

## 같이 보기
- 밀라노 대학교 국제 의과 대학